# Изявяващи се животни или скачащи кучета
„Изявяващи се животни или скачащи кучета“ (на английски: Performing Animals;or, Skipping Dogs) е британски късометражен документален ням филм от 1895 година, заснет от продуцента и режисьор Бърт Ейкрис.
В продължение на дълги години филмът е смятан за изгубен, след като е бил излъчен пред публика в рамките на програмата на панаира в Кингстън ъпон Хъл през 1896 година. Копие от него е открито в частната колекция на мидландския фотограф Джордж Уилямс.

## Сюжет
Филмът показва куче, което скача през обръч, и друго, което танцува, облечено в костюм.